# 計根別飛行場
計根別飛行場（けねべつひこうじょう、Kenebetsu Air Base）は、北海道野付郡別海町にある航空自衛隊の管理する飛行場である。陸上自衛隊別海駐屯地と一体化している。ここには、航空機やヘリコプターなどの実力部隊は配備されず、有事に備えた代替滑走路として運用されている。近くに矢臼別演習場があるため、演習時の陸上自衛隊やアメリカ海兵隊の移動にも使われる。

## 沿革

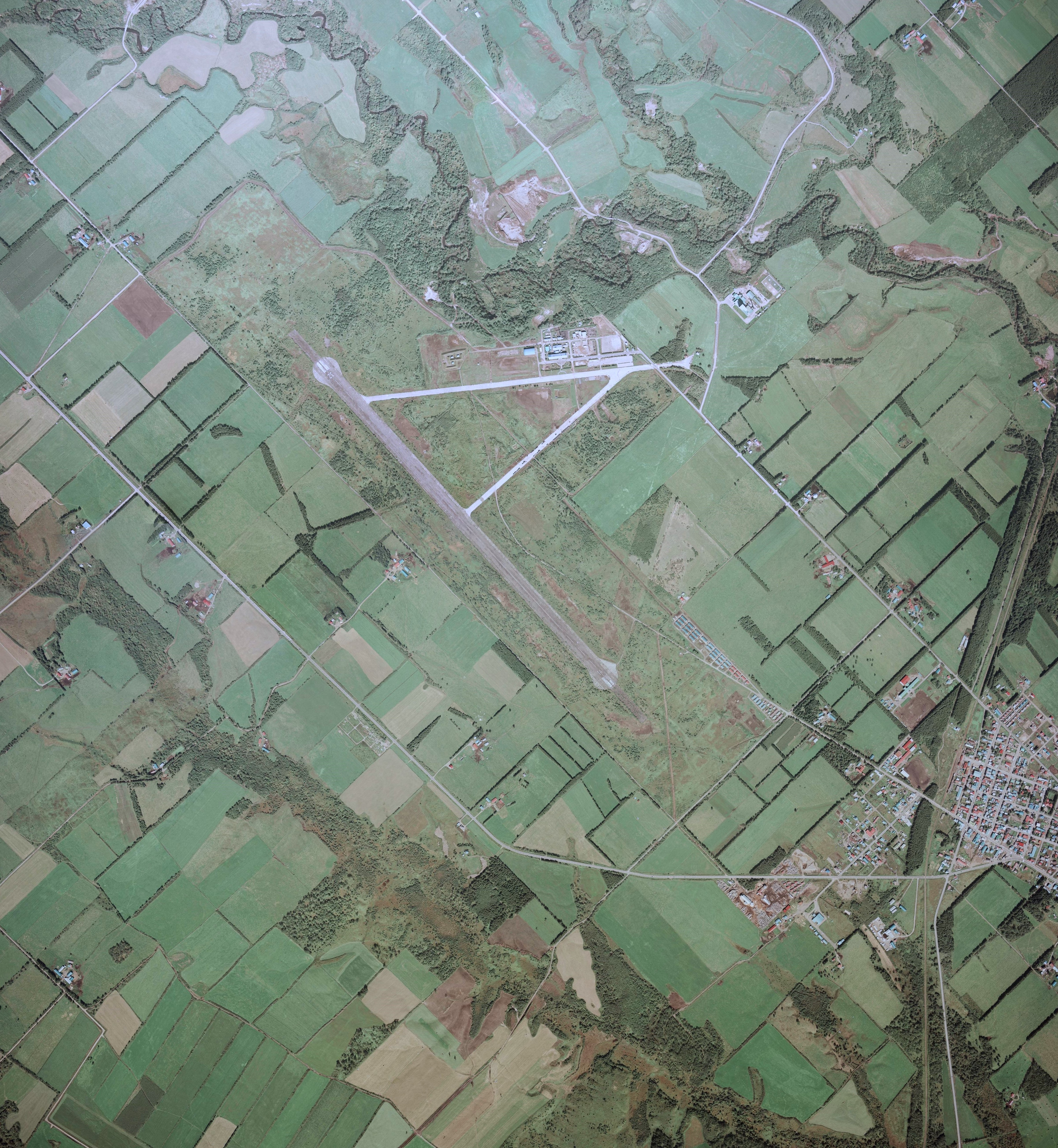
1977年に撮影された計根別飛行場周辺の空中写真。。1978年撮影の4枚を合成作成。

- 1941（昭和16）年 - 日本陸軍航空隊計根別第4飛行場として開港
- 1945（昭和20）年 - 米軍の空襲を受ける。戦後、米軍が進駐するも、飛行場としては閉港が決定。農地として払い下げられ、放置される
- 1952（昭和27）年 - 朝鮮戦争の激化の為、放置後の状態が良かった計根別第4飛行場を復旧することになる。滑走路の補修を行い、1600m滑走路でアメリカ空軍不時着用飛行場として再開港する
- 1958（昭和33）年 - 米軍から航空自衛隊に返還される
- 1959（昭和34）年 - 民間共用が行われ「西春別空港」と称した。北日本航空（現日本航空）がDC-3により、丘珠～女満別～西春別路線を開設
- 1965（昭和40）年 - 民間機が中標津空港に移り、民間共用が終わる。陸上自衛隊が別海分屯地への駐屯を開始

## 補足
戦前の計根別飛行場には第1から第5飛行場（第5飛行場は第1から第4飛行場の間の誘導路を拡幅しただけの簡易飛行場）までがあり、第1飛行場が標津郡標津村計根別（現：同郡中標津町計根別）付近にあったため、総称して計根別飛行場と呼ばれた（計根別第4飛行場は西春別地区にあり、計根別地区とはまったく異なる場所にある）。現在の別海フライトパークは計根別第1飛行場の一部にあたり、誘導路の跡が残っている。
現在航空自衛隊の施設として使用している滑走路は、前述した計根別第4飛行場である。